# شهرستان بندرگز
شهرستان بندرگز یکی از شهرستان‌های شمالی ایران در استان گلستان است. شهر بندرگز مرکز این شهرستان است. زبان محلی مردم این شهرستان زبان مازندرانی است.

## جمعیت
جمعیت شهرستان بندرگز در سال ۱۳۹۵، برابر با ۴۶٬۱۳۰ نفر در ۱۵٬۲۴۷ خانوار بوده است.

## جغرافیا
این شهرستان که در منتهی‌الیه غرب استان واقع است، از طرف جنوب به شهرستان دامغان از استان سمنان، از طرف غرب به شهرستان بهشهر از استان مازندران از طرف شرق به شهرستان کردکوی و از جهت شمال به خلیج گرگان مرتبط است. بندرگز، از دوران قاجار زمان محمد شاه ۱۲۶۲ ه‍.ق با احداث یک انبار بزرگ کالا توسط روس‌ها به عنوان قطب مهم اقتصادی تجاری منطقة استراباد محسوب شد. مدتی بعد، در اوایل حکومت ناصرالدین شاه این شهر با احداث یک اسکلة چوبی و شعبة بانک استقراضی، از یک سو با گرگان، دامغان، شاهرود، مازندران و تهران و از سوی دیگر با باکو و هشترخان آستاراخان روسیه ارتباط برقرار کرد. شهرستان بندرگز با ۲۳۹۹ کیلومتر مربع با دو بخش، چهار دهستان و دو شهر بندرگز و نوکنده، دارای ۴۹۵۹۸ نفر جمعیت است. حضور ارامنه در این شهرستان بسیار چشمگیر بوده به‌طوری‌که بیشترین تعداد در میان مهاجران به منطقه را به خود اختصاص داده‌اند. این گروه بعدها صاحب بسیاری از املاک به خرید و فروش اشتغال دارند. زبان رایج مردم این شهرستان طبری است. از مهم‌ترین اماکن زیارتی این شهرستان می‌توان به امامزاده سفید چال، امامزاده حبیب‌الله نوکنده و علیرضا سرطاق اشاره کرد ظاهراً یکی از دلایل نامگذاری این بندر به «گز»؛ رویش درختچه‌های گز در مناطق ساحلی می‌باشد. از پیدایش اولیه شهر بندرگز اطلاع دقیقی در دست نیست ولی با مراجعه به اسناد تاریخی می‌توان گفت بندرگز از قدمت تاریخی بسیار برخوردار است؛ به‌طوری‌که شاه اسماعیل صفوی برای تسخیر نواحی شرقی دریای مازندران به بندرگز مراجعه کرده است. این مطلب گویای آن است که بندرگز در آن زمان روستایی (به نام کناره) بیش نبوده و بعدها در دوره کریم خان زند به علت ارتباط با روسیه تزاری که در شمال شهر وجود داشت با جهش ویژه اقتصادی روبرو می‌شود. همین امر، عامل مهمی در نفوذ استعمار روسیه در این شهر می‌شود؛ به‌طوری‌که در زمان قاجار بارها روسیه برای تسخیر منطقه تلاش کرده است، نفوذ روس‌ها در این شهر به قدری بود که حتی در زبان و فرهنگ مردم بندرگز و گاهی آثار آن در زبان بومی منطقه دیده می‌شود. شهرستان بندرگز در دو سوی شمال و جنوب خود، دارای جذابیت‌های گردشگری است. در ضلع شمالی این شهرستان خلیج گرگان و شبه جزیرة میانکاله واقع شده است. این محدوده علاوه بر این که پناهگاه حیات وحش میانکاله است. یکی از ذخیره گاه‌های مهم زیست کره زمین به‌شمار می‌آید هم چنین این محدود محل مناسبی برای فعالیت‌های تحقیقاتی در زمینة پرندگان و آبزیان است. از طرفی مجتمع ساحلی بندرگز نیز موقعیت قابل توجهی از نظر جذب گردشگرانداخلی و خارجی دارد. در ضلع جنوبی هم در میان جنگل‌های پهن برگ گردشگاه‌هایی وجود دارد که از جذابیت‌های گردشگری برخوردار است. از جملة آن‌ها چشمة قلقی است که در ۲۰ کیلومتری جنوب شهر بندرگز و در عمق جنگل وطنا واقع شده و دارا یک راه ارتباطی شوسه از روستای گز واقه در قسمت جنوبی شهرستان به رادکان است. جاذبه‌های طبیعی شهرستان بندرگز یکی از شهرستان‌های استان گلستان است که به علت پایین بودن از سطح دریا فاقد هر گونه بلندی بوده و کاملاً هموار و جلگه‌ای است. مهم‌ترین منابع آبی جذب جهانگرد در استان گلستان، دریای مازندران و سواحل زیبای آن با چشم‌اندازها و مناظر بسیار بدیع، دلنشین و دیدنی است که همواره مسافران بسیاری را از دور و نزدیک به سوی خود جلب می‌کند. دریای مازندران از ظرفیت‌ها و قابلیت‌های بسیار بالایی در زمینه بهره‌برداری‌های جهانگردی برخوردار است که در نوع خود شاید کم‌نظیر باشد. سواحل و کرانه‌های دریای مازندران در پیوند با جلگه سرسبز و کوه‌های بلند سر به فلک کشیده البرز از دیدنی‌ترین و جالب‌ترین نقاط استان است. ساحل زیبا و آرام بندر گز در حاشیه دریای مازندران و در فاصله ۳ کیلومتری شمال جاده آسیایی تهران - مشهد واقع شده و امکانات تفریحی و اقامتی و رفاهی مناسبی برای استراحت و استفاده بازدیدکنندگان دارد. رودهای فصلی متعددی که از کوه‌های البرز سرچشمه می‌گیرند در بندرگز جریان داشته که در انتها به دریای مازندران می‌ریزند. از این رودخانه‌ها می‌توان به نو کنده، جفا کنده، گز، ول افرا و طناع اشاره کرد. این بخش در کنار خلیج گرگان قرار دارد. هوای این شهرستان معتدل و مایل به گرم و مرطوب است. بیش‌ترین درجهٔ حرارت در تابستان‌ها ۳۹ درجه بالای صفر و در زمستان‌ها ۵ درجه زیر صفر است. باران سالیانه به‌طور متوسط ۶۷۰ میلی‌متر برآورد شده است. انواع رستنی‌ها از قبیل درختان جنگلی و گیاهان علوفه‌ای و دارویی و صنعتی در منطقه وجود دارند. رستنی‌های منطقه شامل درختان توسکا، بلوط، ممرز، نمدار، راش، ازگیل و گیاهانی با کاربرد دارویی از جمله گل گاوزبان، گل بنفشه، گل ختمی و بارهنگ است که در بیشتر نقاط این شهرستان می‌رویند. پوشش گیاهی مرتعی برای چرای دام‌ها نیز به میزان کافی در این منطقه موجود است. شهرستان بندر گز گونه‌های مختلفی از حیات وحش را در خود جای داده است. انواع جانوران از قبیل شغال، گرگ، گراز وخرس از عمده‌ترین پستانداران این منطقه محسوب می‌شوند. گونه‌های مختلف پرندگان از جمله کبک، قرقاول، سار، تیهو، مرغابی وحشی و پولا از جمله مهم‌ترین پرندگان این شهرستان به حساب می‌آیند. انواع ماهیان رودخانه‌ای نیز در این منطقه به فراوانی یافت می‌شود.

## تقسیمات کشوری
- بخش مرکزی شهرستان بندر گز
  - دهستان انزان شرقی
  - دهستان انزان غربی

شهر: بندر گز
- بخش نوکنده
  - دهستان بنفشه‌تپه
  - دهستان لیوان

شهر: نوکنده

## پایگاه‌های اینترنتی
- پایگاه خبری تحلیلی پیام گلستان
- پایگاه قرآنی نورالهدی
- پایگاه فرهنگی ندای آشنا
- پایگاه علمی فناوری رایانه
- مرکز نگهداری اطلاعات ندا